# فاروا سينهاوية
فاروا سينهاوية (الاسم العلمي:Varroa sinhai) هي نوع من الحشرات يتبع جنس الفاروا من الفصيلة الفارواوية.
سمي هذا النوع نسبة إلى الباحث الهندي ر. ن. سينها (بالإنجليزية: R N sinha)‏.